# New Sincerity
New Sincerity (Nova Sinceridade, em inglês, intimamente relacionada e, às vezes, descrita como sinônimo de pós-pós-modernismo) é uma tendência na música, estética,  ficção literária, crítica de cinema, poesia, crítica literária e filosofia. Ela geralmente descreve trabalhos criativos que expandem e rompem com os conceitos pós-modernos de ironia e cinismo, o que representa um retorno parcial ao modernismo. O seu uso remonta a meados dos anos 1980; no entanto, ele foi popularizado na década de 1990 pelo escritor norte-americano David Foster Wallace.

## Na música
""New Sincerity" foi usado como um nome coletivo para um grupo informal de bandas de rock alternativo, centradas em Austin, Texas nos anos de 1985 a 1990, que foram vistas como uma reação à visão irônica de movimentos musicais como o punk rock e new wave. O uso de "New Sincerity" em conexão com essas bandas começou com um comentário improvisado do roqueiro / escritor Jesse Sublett para sua amiga, a compositora de música local Margaret Moser. Segundo o autor Barry Shank, Sublett disse: "Todas aquelas novas bandas de sinceridade, elas são uma porcaria". Sublett (em seu próprio site) afirma que ele foi mal interpretado, e realmente disse Moser: "É tudo nova sinceridade para mim ... Não é do meu gosto (not my cup of tea)"  Em qualquer caso, Moser começou a usar o termo impresso, e acabou se tornando o slogan para essas bandas.
Nacionalmente, a banda de maior sucesso "New Sincerity" foi The Reivers (originalmente chamada de Zeitgeist), que lançou quatro álbuns bem recebidos entre 1985 e 1991. True Believers, liderados por Alejandro Escovedo e Jon Dee Graham, também receberam elogios locais em Austin, mas a banda teve dificuldade em captar seu som ao vivo nas gravações, entre outros problemas. Outras importantes bandas da "New Sincerity" incluem Doctors Mob, Wild Seeds, and Glass Eye. Outra figura significativa da "New Sincerity" foi o excêntrico e aclamado compositor Daniel Johnston.
Apesar da extensa atenção da crítica (incluindo cobertura nacional na Rolling Stone e um episódio de 1985 do programa da MTV The Cutting Edge), nenhuma das bandas da "New Sincerity" teve muito sucesso comercial, e a "cena" terminou em poucos anos.
Outros jornalistas musicais usaram o termo"new sincerity" para descrever artistas que vieram depois como Arcade Fire, Conor Oberst, Cat Power, Devendra Banhart, Joanna Newsom, Neutral Milk Hotel, Sufjan Stevens Idlewild, e Father John Misty, assim como os artistas de Austin Okkervil River Leatherbag, e Michael Waller.

## Crítica de cinema
O crítico Jim Collins introduziu o conceito de "nova sinceridade" na crítica de cinema em seu ensaio de 1993 intitulado "“Genericity in the 90s: Eclectic Irony and the New Sincerity”.Nesse ensaio, ele contrasta filmes que tratam convenções de gênero com "ironia eclética" e aqueles que os tratam seriamente, com "nova sinceridade". Collins descreve

a 'nova sinceridade' de filmes como  Campo dos Sonhos  (1989),   Dança com Lobos  (1990), e  Hook  (1991), todos os quais não dependem da hibridação, mas de uma reescrita "etnográfica" do filme de gênero clássico que serve como sua inspiração, todos tentando, usando uma estratégia ou outra, recuperar uma "pureza" perdida, que aparentemente pré-existia mesmo na Era de Ouro do gênero cinematográfico.
Outros críticos sugeriram "new sincerity" como um termo descritivo da obra de cineastas americanos como Wes Anderson, Paul Thomas Anderson, Todd Louiso, Sofia Coppola, Charlie Kaufman, Zach Braff, e Jared Hess, bem como de outros países como Michel Gondry, Lars von Trier, o movimento Dogme 95 , Aki Kaurismäki, e Pedro Almodóvar. A "estética da new sincerity" também tem sido conectada a outras formas de arte como "reality shows, blogs de internet, literatura chicklit em forma de diário[e] vídeos pessoais no You-Tube. . . . "

## Ficção e crítica literária
Em resposta à hegemonia da ironia metaficcional e autoconsciente na ficção contemporânea, o escritor David Foster Wallace previu, em seu ensaio de 1993 ""E Unibus Pluram: Television and U.S. Fiction", um novo movimento literário que iria defender algo do ethos da New Sincerity.
No ensaio de 2010"David Foster Wallace and the New Sincerity in American Fiction",Adam Kelly argumenta que a ficção de Wallace, e a de sua geração, é marcada por um reavivamento e uma reconcepção teórica de sinceridade, desafiando a ênfase na autenticidade que dominou a literatura do século XX e as concepções do eu. Além disso, numerosos autores foram descritos como contribuintes para o movimento New Sincerity, incluindoJonathan Franzen, Zadie Smith, Dave Eggers, Stephen Graham Jones,  e Michael Chabon.